# Relação M-sigma

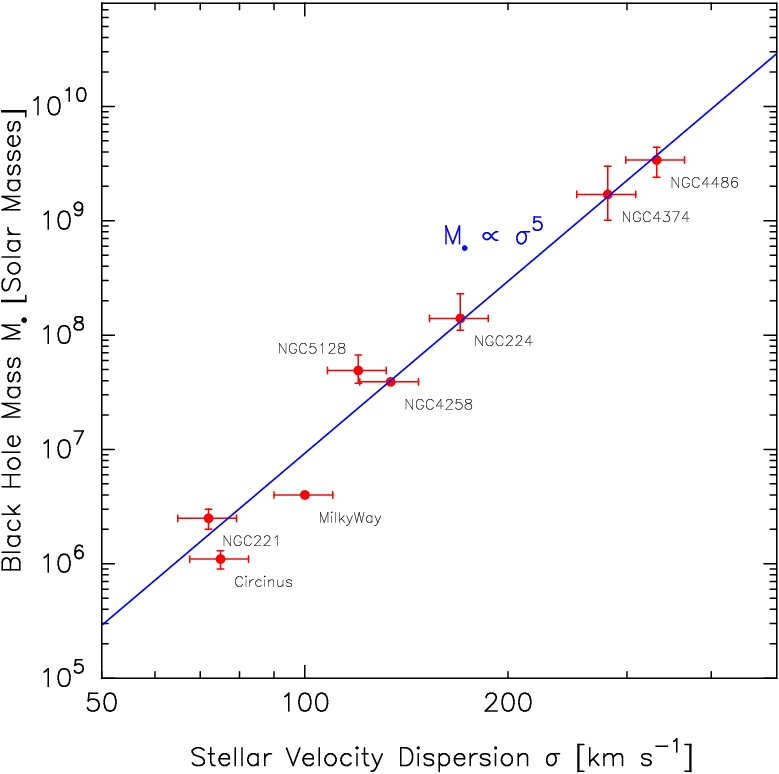
A relação M-sigma.

A relação M-sigma (ou MBH-{\displaystyle \sigma }) é uma correlação empírica entre a dispersão de velocidades {\displaystyle \sigma } de um bulbo galáctico e a massa M de um buraco negro supermassivo no centro da galáxia.
Esta relação pode ser expressa matematicamente como
{\displaystyle M\propto \sigma ^{\alpha }.}
Um estudo recente, baseado na amostragem completa das massas dos buracos negros em galáxias próximas publicadas, atribui
{\displaystyle \log(M/M_{\odot })=8,12\pm 0.08~+~(4,24\pm 0,41)\log(\sigma /200~{\rm {km}}~{\rm {}}s^{-1}).}
A dispersão sobre a relação média é comparável àquela de outras relações empíricas entre a massa do buraco negro e outras propriedades galácticas. A pequena dispersão é geralmente interpretada como a implicação de uma fonte de feedback mecânico entre o crescimento dos buracos negros supermassivo e o crescimento dos bulbos galácticos , apesar de a fonte deste feedback permanecer incerta.
A relação M{\displaystyle -\sigma } foi descoberta em 2000 por duas equipes independentes. Estudos anteriores já haviam demonstrado uma possível relação entre a luminosidade de uma galáxia e a massa de seu buraco negro, mas esta relação possuia uma dispersão maior e não levou à conclusão de que todas as galáxias luminosas deveriam ter um buraco negro. A descoberta da relação M{\displaystyle -\sigma } foi um "divisor de águas" na pesquisa dos buracos negros situados no centro das galáxias. Antes desta descoberta a principal preocupação dos pesquisadores era a mera detecção dos buracos negros, e após a descoberta desta relação o interesse passou a ser o entendimento dos buracos negros supermassivos como um componente crítico das galáxias. Isto levou a uma das principais utilidades do uso desta relação, que é a estimativa das massas dos buracos negros em galáxias que estão distantes demais para que medições diretas  sejam possíveis, e para estipular a proporção de buracos negros no universo como um todo.

## Origem
A forte correlação da relação M{\displaystyle -\sigma } sugere que algum tipo de feedback atua para manter a conexão entre a massa do buraco negro e a velocidade de dispersão estelar, independente de processos como a fusão galáctica e a acreção de gás, que devem provocar o aumento da dispersão com o decorrer do tempo. 
Um mecanismo deste tipo foi sugerido por Joseph Silk e Martin Rees em 1998. Estes autores propuseram um modelo no qual buracos negros supermassivos se formavam primariamente a partir do colapso de uma nuvem de gás gigante antes que a maior parte da massa do bulbo tenha se transformado em estrelas. Os buracos negros criados desta maneira passariam a apresentar acreção e radiação, impulsionando o vento que corre contrário ao fluxo da acreção. Este fluxo seria interrompido se a taxa de deposição da energia mecânica no gás que é atraído pelo buraco negro fosse alta o bastante para desligar uma protogaláxia em um tempo de cruzamento. O modelo de Silk e Rees prevê um declive para a relação M{\displaystyle -\sigma } de {\displaystyle \alpha =5}, um tanto maior que o observado, mas prevê também a normalização aproximada correta desta relação.

## Importância
Antes da descoberta da relação M{\displaystyle -\sigma } em 2000, uma grande discrepância existia entre as massas dos buracos negros derivadas pela utilização de três técnicas.
A medição direta ou dinâmica, baseada no movimento das estrelas ou gases nas proximidades do buraco negro pareciam resultar numa massa do buraco negro equivalente a ~1% da massa do bulbo (a "relação de Magorrian"). Duas outras técnicas — o mapeamento de reverberação nos núcleos galácticos ativos e o argumento de Soltan, que calculam a densidade cosmológica em buracos negros precisava explicar a luminosidade dos quasars — ambos davam um valor de M/{\displaystyle M_{\rm {bulbo}}} numa ordem ~10 menor que aquele resultante da relação de Magorrian. A relação M{\displaystyle -\sigma } resolveu esta discrepância demonstrando que a maioria das massas dos buracos negros publicadas antes de 2000 continham erros significativos, presumivelmente porque os dados nos quais se baseavam eram de qualidade insuficiente para definir a esfera de influência dinâmica dos buracos negros.
Atualmente é aceito que a razão média da massa dos buracos negros em relação à massa do bulbo é de aproximadamente 0,1%, por exemplo, um bulbo contendo um bilhão de massas solares conterá um buraco negro de aproximadamente um milhão de massas solares.
Um uso comum da relação M{\displaystyle -\sigma } é a estimativa das massas dos buracos negros em galáxias distantes utilizando a quantidade de fácil medição {\displaystyle \sigma .} A massa de buracos negros em milhares de galáxias têm sido estimada através deste método. A relação M{\displaystyle -\sigma } também é utilizada para para calibrar os chamados estimadores secundários e terciários, que relacionam a massa dos buracos negros à força das linhas de emissão dos gases aquecidos no núcleo ou à velocidade da dispersão do gás no bulbo.
A relação M{\displaystyle -\sigma } é tão estrita que ela tem levado à sugestão de que todo bulbo galáctico deve conter um buraco negro supermassivo. No entanto, o número de galáxias nas quais o efeito da gravidade do buraco negro no movimento das estrelas é observado inequivocadamente permanece bastante reduzido. Ainda não é certo se a ausência de detecção de buracos negros em muitas galáxias implica na não-existência de buracos negros nessas galáxias; ou se suas massas são significativamente menores que o valor dado pela relação M{\displaystyle -\sigma }; ou se os dados ainda são insuficientes para revelar a presença do braco negro.
O menor buraco negro supermassivo cuja massa foi determinada possui M≈106 massas solares. A existência de buracos negros na variação de massa de {\displaystyle 10^{4}-10^{6}} massas solares ("buracos negros e massa intermediária") é prevista pela relação M{\displaystyle -\sigma } em galáxias de menor massa, e a existência de buracos negros de massa intermediária tem sido razoavelmente bem estabelecida em várias galáxias que contêm um núcleo galáctico ativo, apesar de o valor de M nessas galáxias ser incerto.
Nenhuma evidência clara foi encontrada para buracos negros ultramassivos com massas acima de 1010 massas solares, apesar de isto ser uma consequência esperada do limite máximo observado para {\displaystyle \sigma }.